# حساسيات
حُساسِيَّات أو فضيات العالم القديم (الاسم العلمي Atherinidae)، فصيلة أسماك بحرية نهرية من العظميات شعاعيات الزعانف. حوالي ثلثي الأنواع بحرية والبقية تعيش في المياه العذبة. معظمها من الأسماك اليمية التي لا تقترب من الشطوط الا في بعض فصول السنة. أجسامها صغيرة وشيعة الشكل تطول من 10 إلى 20 سم. تتميز باثوابها الفضية المواج وبعدم انتظام زعانفها الظهرية الأولى التي يرواح عدد شععها من 6 إلى 9.